# سكوت تينان
سكوت تينان (بالإنجليزية: Scott Tynan)‏ هو لاعب كرة قدم بريطاني في مركز حراسة المرمى، ولد في 27 نوفمبر 1983 في ليفربول في المملكة المتحدة. شارك مع منتخب إنجلترا لكرة القدم C ‏. أما مع النوادي، فقد لعب مع إبسفليت يونايتد وروشدين ودايموندز وسالفورد سيتي ونادي بارنت ونادي تلفورد يونايتد ونادي هيرفورد ونوتينغهام فورست ونورثويتش فيكتوريا وويغان أتلتيك.

## وصلات خارجية
- سكوت تينان على موقع قاعدة بيانات كرة القدم.إي يو (الإنجليزية)
- سكوت تينان على موقع Soccerbase.com (لاعب) (الإنجليزية)
- سكوت تينان على موقع Soccerway.com (الإنجليزية)